# Васкес, Камиль
Камиль Васкес (англ. Camille Vasquez; род. 6 июля 1984, Сан-Франциско, Калифорния, США) — американский юрист, наиболее известная своей работой в юридической фирме Brown Rudnick по представлению интересов актёра Джонни Деппа в деле о распространении клеветы против его бывшей жены Эмбер Хёрд.

## Ранняя жизнь и образование
Камиль Васкес родилась в Сан-Франциско, штат Калифорния, в кубинско-колумбийской семье Леонеля Васкеса и Марии Марилии Пуэнтес. Она получила степень бакалавра наук с отличием в Университете Южной Калифорнии в 2006 году. В 2010 году Васкес получила степень доктора юридических наук в Юго-Западной школе права в Лос-Анджелесе, штат Калифорния.

## Карьера
Васкес сосредоточила свою юридическую карьеру на исковых и арбитражных разбирательствах, в особенности, на представительстве истцов в судебных процессах о распространении клеветы. По состоянию на 2022 год, она работает партнёром в южнокалифорнийском офисе национальной фирмы Brown Rudnick. Васкес представляла интересы Джонни Деппа в судебных процессах против его бывшего адвоката и бизнес-менеджера, а затем в деле о клевете против его бывшей жены Эмбер Хёрд. Адвокат также занималась делами таких знаменитостей, как Бен Аффлек, Леонардо ди Каприо и Дженнифер Лопес.
Васкес привлекла особое внимание общественности тем, что представляла интересы Деппа в деле разбирательстве Деппа и Хёрд. Судебный процесс транслировался в прямом эфире и собрал широкую аудиторию по всему миру. В результате тренды Google отметили значительный всплеск поисковых запросов «Camille Vasquez», а хэштег с её именем собрал более 980 миллионов просмотров на платформе для обмена видео TikTok. Журнал «Vogue» назвал Васкес «неожиданной знаменитостью» по итогам судебного разбирательства. После суда Васкес получила повышение от помощника до партнёра в фирме Brown Rudnick.
Камиль и её коллега по юридической фирме Бенджамин Чу дадут интервью для продолжения документального сериала Discovery+ «Джонни против Эмбер» (2021).